# 하우턴

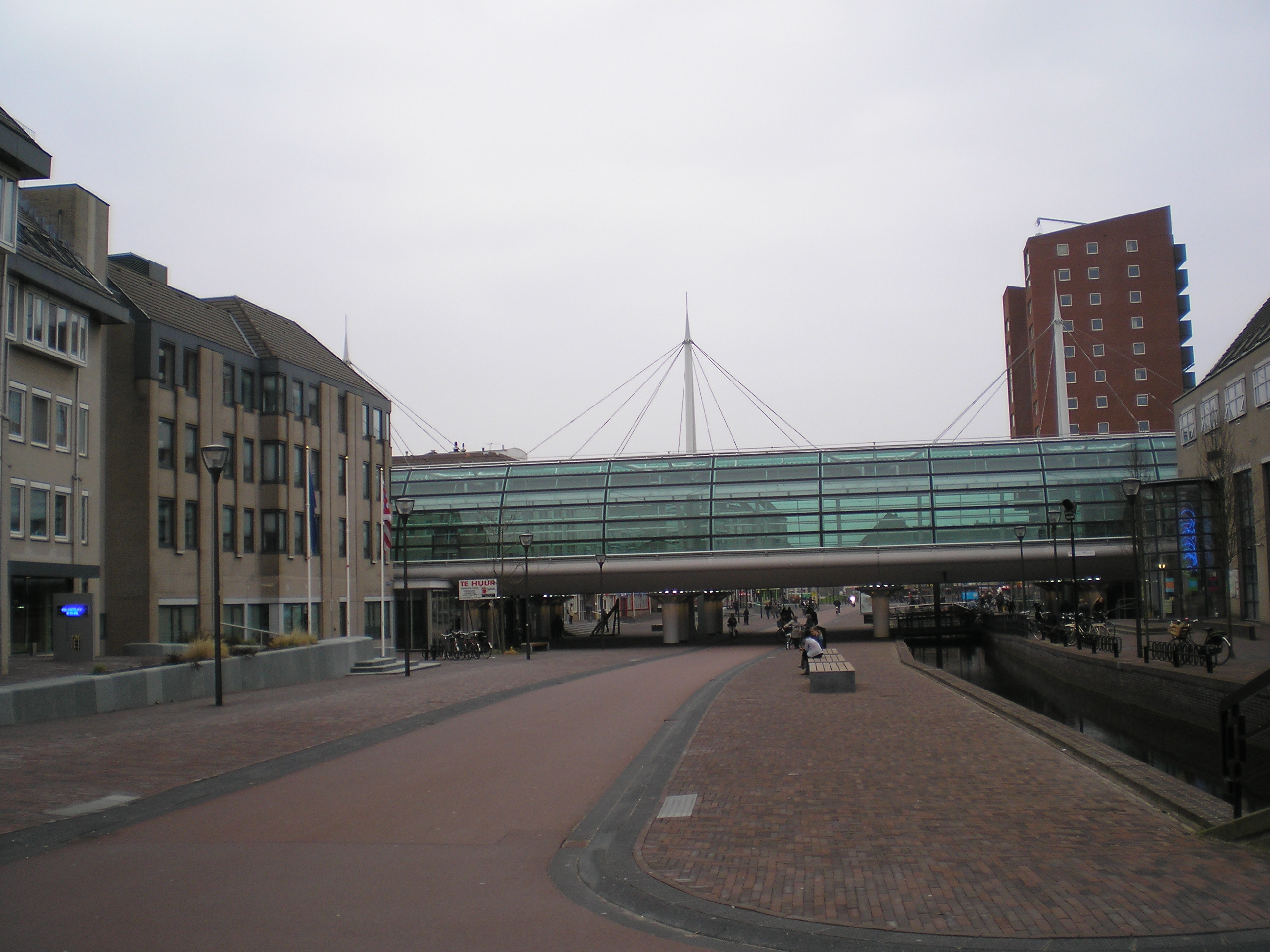
하우턴

하우턴의 위치

하우턴(네덜란드어: Houten)은 네덜란드 위트레흐트주의 도시로 면적은 58.99km2, 높이는 2m, 인구는 48,471명(2014년 5월 기준), 인구 밀도는 875명/km2이다.

시기
시 문장